# Ordináta
A derékszögű koordináta-rendszerben egy síkbeli pont helyzetét két koordináta határozza meg, ezekből az első az abszcissza, a második az ordináta. Az ordinátát más szóval "y" koordinátának is nevezik. Az ordinátatengely a koordináta-rendszerben az "y" tengely.
Az elnevezés latin eredetű (linea ordinata applicata), jelentése: párhuzamosan alkalmazott vonal.

## Példák
- A (12, -18) pont ordinátája -18.
- A (-7, 3) pont ordinátája 3.

## Lásd még
- Koordináta-rendszer
- Derékszögű koordináta-rendszer
- Abszcissza
- Applikáta